# Премія БАФТА у кіно (66-та церемонія вручення)
66 церемонія вручення нагород Британською академією телебачення та кіномистецтва, більш відома як БАФТА, за досягнення в сфері кінематографа за 2012 рік відбулася 10 лютого 2013 в Королівському театрі Ковент-Гарден в Лондоні. Номінанти в 24 категоріях були оголошені Еліс Ів та Джеремі Ірвіном 9 січня 2013 року. Ведучим церемонії був Стівен Фрай. Він оголосив імена переможців у 24 конкурсних і 2 позаконкурсних номінаціях.
Абсолютним лідером за кількістю номінацій став фільм Стівена Спілберга «Лінкольн», який претендував на 10 золотих масок. Найкращим фільмом року стала «Операція „Арго“» Бена Аффлека, який також отримав «за найкращу режисуру». Найкращим британським фільмом року визнано «007: Координати «Скайфолл»» режисера Сема Мендеса. Звання найкращого актора року отримав Деніел Дей-Льюїс за роль у фільмі «Лінкольн». Нагороду за найкращу жіночу роль здобула Еммануель Ріва за роль у «Любові» Міхаеля Ганеке. Стрічка отримала також звання «Найкращий неангломовний фільм». Фільм «Знедолені» Тома Хупера отримав нагороди одразу у декількох категоріях— «За найкращий грим і зачіски», а також «За найкращий звук». Ще одну нагороду — «Найкраща жіноча роль другого плану» за цей же фільм отримала Енн Гетевей. Найкращим актором другого плану став Крістоф Вальц за роль доктора Шульца у фільмі «Джанґо вільний». Цей фільм виборов ще одну перемогу — за найкращий оригінальний сценарій (сценарист — Квентін Тарантіно). Нагороду за найкращі спецефекти отримала стрічка «Життя Пі».
Сер Алан Паркер отримав премію товариства БАФТА (BAFTA Academy Fellowship Award) і Тесса Росс — за визначний британський внесок у кіно.

## Переможці та лауреати
Лауреати виділені окремим кольором.
| Категорії                                          | Лауреати та номінанти                                                                       |
| -------------------------------------------------- | ------------------------------------------------------------------------------------------- |
| Найкращий фільм                                    | • Арго                                                                                      |
| Найкращий фільм                                    | • Знедолені                                                                                 |
| Найкращий фільм                                    | • Джанґо вільний                                                                            |
| Найкращий фільм                                    | • Життя Пі                                                                                  |
| Найкращий фільм                                    | • Лінкольн                                                                                  |
| Найкращий британський фільм                        | • 007: Координати «Скайфолл»                                                                |
| Найкращий британський фільм                        | • Знедолені                                                                                 |
| Найкращий британський фільм                        | • Анна Кареніна                                                                             |
| Найкращий британський фільм                        | • Сім психопатів                                                                            |
| Найкращий британський фільм                        | • Готель "Меріголд". Найкращий з екзотичних                                                 |
| Найкращий неангломовний фільм                      | • Любов - Міхаель Ганеке (Австрія, Німеччина, Франція)                                      |
| Найкращий неангломовний фільм                      | • Недоторканні - Ерік Толедано, Олів'є Накаш (Франція)                                      |
| Найкращий неангломовний фільм                      | • Мисливці за головами - Мортен Тільдум (Норвегія)                                          |
| Найкращий неангломовний фільм                      | • Полювання - Томас Вінтерберг (Данія)                                                      |
| Найкращий неангломовний фільм                      | • Іржа і кістка - Жак Одіар (Франція)                                                       |
| Найкраща режисерська робота                        | • Бен Аффлек — Арго                                                                         |
| Найкраща режисерська робота                        | • Міхаель Ганеке — Любов                                                                    |
| Найкраща режисерська робота                        | • Квентін Тарантіно — Джанґо вільний                                                        |
| Найкраща режисерська робота                        | • Енг Лі — Життя Пі                                                                         |
| Найкраща режисерська робота                        | • Кетрін Бігелоу — Ціль номер один                                                          |
| Найкраща чоловіча роль                             | • Деніел Дей-Льюїс — Лінкольн                                                               |
| Найкраща чоловіча роль                             | • Бредлі Купер — Збірка промінців надії                                                     |
| Найкраща чоловіча роль                             | • Х'ю Джекмен — Знедолені                                                                   |
| Найкраща чоловіча роль                             | • Бен Аффлек — Арго                                                                         |
| Найкраща чоловіча роль                             | • Хоакін Фенікс — Майстер                                                                   |
| Найкраща жіноча роль                               | • Еммануель Ріва — Любов                                                                    |
| Найкраща жіноча роль                               | • Джессіка Честейн — Ціль номер один                                                        |
| Найкраща жіноча роль                               | • Гелен Міррен — Хічкок                                                                     |
| Найкраща жіноча роль                               | • Дженніфер Лоуренс — Збірка промінців надії                                                |
| Найкраща жіноча роль                               | • Маріон Котіяр — Іржа і кістка                                                             |
| Найкраща чоловіча роль другого плану               | • Крістоф Вальц — Джанґо вільний                                                            |
| Найкраща чоловіча роль другого плану               | • Алан Аркін — Арго                                                                         |
| Найкраща чоловіча роль другого плану               | • Хав'єр Бардем — 007: Координати «Скайфолл»                                                |
| Найкраща чоловіча роль другого плану               | • Філіп Сеймур Гоффман — Майстер                                                            |
| Найкраща чоловіча роль другого плану               | • Томмі Лі Джонс — Лінкольн                                                                 |
| Найкраща жіноча роль другого плану                 | • Енн Гетевей — Знедолені                                                                   |
| Найкраща жіноча роль другого плану                 | • Емі Адамс — Майстер                                                                       |
| Найкраща жіноча роль другого плану                 | • Саллі Філд — Лінкольн                                                                     |
| Найкраща жіноча роль другого плану                 | • Гелен Гант — Суррогат                                                                     |
| Найкраща жіноча роль другого плану                 | • Джуді Денч — 007: Координати «Скайфолл»                                                   |
| Найкращий оригінальний сценарій                    | • Джанґо вільний — Квентін Тарантіно                                                        |
| Найкращий оригінальний сценарій                    | • Любов — Міхаель Ганеке                                                                    |
| Найкращий оригінальний сценарій                    | • Майстер — Джон Гейтінс                                                                    |
| Найкращий оригінальний сценарій                    | • Королівство повного місяця — Вес Андерсон і Роман Коппола                                 |
| Найкращий оригінальний сценарій                    | • Ціль номер один — Марк Боал                                                               |
| Найкращий адаптований сценарій                     | • Збірка промінців надії — Девід Расселл                                                    |
| Найкращий адаптований сценарій                     | • Звірі дикого Півдня — Люсі Алібар і Бен Зайтлін                                           |
| Найкращий адаптований сценарій                     | • Життя Пі — Девід Мегі                                                                     |
| Найкращий адаптований сценарій                     | • Лінкольн — Тоні Кашнер                                                                    |
| Найкращий адаптований сценарій                     | • Арго — Кріс Теріо                                                                         |
| Найкращий повнометражний анімаційний фільм         | • Відважна                                                                                  |
| Найкращий повнометражний анімаційний фільм         | • Франкенвіні                                                                               |
| Найкращий повнометражний анімаційний фільм         | • ПараНорман                                                                                |
| Найкращий документальний фільм                     | • У пошуках Цукрової Людини / Searching for Sugar Man                                       |
| Найкращий документальний фільм                     | • Імпостер / The Imposter                                                                   |
| Найкращий документальний фільм                     | • Марлі / Marley                                                                            |
| Найкращий документальний фільм                     | • МакКаллін / McCullin                                                                      |
| Найкращий документальний фільм                     | • Захід Мемфіса / West of Memphis                                                           |
| Найкращий короткометражний фільм                   | • Swimmer                                                                                   |
| Найкращий короткометражний фільм                   | • Good Night                                                                                |
| Найкращий короткометражний фільм                   | • The Curse                                                                                 |
| Найкращий короткометражний фільм                   | • Tumult                                                                                    |
| Найкращий короткометражний фільм                   | • The Voorman Problem                                                                       |
| Найкращий анімаційний короткометражний фільм       | • The Making of Longbird                                                                    |
| Найкращий анімаційний короткометражний фільм       | • I'm Fine Thanks                                                                           |
| Найкращий анімаційний короткометражний фільм       | • Here to Fall                                                                              |
| Найкраща музика до фільму                          | • 007: Координати «Скайфолл» — Томас Ньюман                                                 |
| Найкраща музика до фільму                          | • Анна Кареніна — Даріо Маріанеллі                                                          |
| Найкраща музика до фільму                          | • Арго — Олександр Деспла                                                                   |
| Найкраща музика до фільму                          | • Лінкольн — Джон Вільямс                                                                   |
| Найкраща музика до фільму                          | • Життя Пі — Майкл Данна                                                                    |
| Найкращий звук                                     | • Знедолені — Саймон Хейєс, Енді Нельсон та ін.                                             |
| Найкращий звук                                     | • Хоббіт: Несподівана подорож — Тоні Джонсон, Майкл Хеджес, Крістофер Бойєс та ін.          |
| Найкращий звук                                     | • 007: Координати «Скайфолл» — Стюарт Вілсон, Скотт Міллан та ін.                           |
| Найкращий звук                                     | • Джанґо вільний — Марк Улано, Уайлі Стейтмен та ін.                                        |
| Найкращий звук                                     | • Життя Пі — Дрю Кунін, Юджин Джирті, Філліп Стоктон та ін.                                 |
| Найкраща робота художника-постановника             | • Знедолені — Ів Стюарт, Анна Лінч-Робінсон                                                 |
| Найкраща робота художника-постановника             | • Анна Кареніна — Сара Грінвуд, Кеті Спенсер                                                |
| Найкраща робота художника-постановника             | • Лінкольн — Рік Картер, Джим Еріксон                                                       |
| Найкраща робота художника-постановника             | • 007: Координати «Скайфолл» — Денніс Гасснер, Анна Піннок                                  |
| Найкраща робота художника-постановника             | • Життя Пі — Девід Гропман, Анна Піннок                                                     |
| Найкраща операторська робота                       | • Життя Пі — Клаудіо Міранда                                                                |
| Найкраща операторська робота                       | • Анна Кареніна — Шеймас Макгарві                                                           |
| Найкраща операторська робота                       | • Знедолені — Денні Коєн                                                                    |
| Найкраща операторська робота                       | • Лінкольн — Януш Камінський                                                                |
| Найкраща операторська робота                       | • 007: Координати «Скайфолл» — Роджер Дікінс                                                |
| Найкращий грим                                     | • Знедолені — Ліза Уесткотт і Джулі Дартнелл                                                |
| Найкращий грим                                     | • Хічкок — Говард Бергер, Джулі Х'юіт, Пітер Монтагна, Мартін Семюель                       |
| Найкращий грим                                     | • Хоббіт: Несподівана подорож — Пітер Суордс Кінг, Річард Тейлор, Рік Фіндлейтер            |
| Найкращий грим                                     | • Анна Кареніна — Айвана Пріморак                                                           |
| Найкращий грим                                     | • Лінкольн — Луї Бервелл, Кей Джорджіу                                                      |
| Найкращий дизайн костюмів                          | • Анна Кареніна — Жаклін Дюрран                                                             |
| Найкращий дизайн костюмів                          | • Знедолені — Пако Дельгадо                                                                 |
| Найкращий дизайн костюмів                          | • Лінкольн — Джоанна Джонстон                                                               |
| Найкращий дизайн костюмів                          | • Великі надії — Беатрікс Аруна Паштор                                                      |
| Найкращий дизайн костюмів                          | • Білосніжка та мисливець — Коллін Етвуд                                                    |
| Найкращий монтаж                                   | • Арго — Вільям Голденберг                                                                  |
| Найкращий монтаж                                   | • Життя Пі — Тім Сквайрс                                                                    |
| Найкращий монтаж                                   | • Джанґо вільний — Фред Раскін                                                              |
| Найкращий монтаж                                   | • 007: Координати «Скайфолл» — Стюарт Бейрд                                                 |
| Найкращий монтаж                                   | • Ціль номер один — Ділан Тіченор, Вільям Голденберг                                        |
| Найкращі візуальні ефекти                          | • Життя Пі — Білл Вестенхофер, Гійом Рошерон, Ерік-Ян Де Боєр                               |
| Найкращі візуальні ефекти                          | • Хоббіт: Несподівана подорож — Джо Леттері, Ерік Сейндон, Девід Клейтон, Р. Крістофер Вайт |
| Найкращі візуальні ефекти                          | • Месники — Янек Сірс, Джеф Вайт                                                            |
| Найкращі візуальні ефекти                          | • Прометей — Річард Стеммерс, Тревор Вуд, Чарлі Хенлі                                       |
| Найкращі візуальні ефекти                          | • Темний лицар повертається — Пол Френклін, Кріс Корбу, Пітер Уебб, Ендрю Локлі             |
| Найкращий дебют сценариста, режисера або продюсера | • Барт Лейтон (режисер), Димітрі Доганіс (продюсер) — Самозванець                           |
| Найкращий дебют сценариста, режисера або продюсера | • Девід Морріс (режисер), Жак Морріс (режисер, продюсер) — МакКаллін                        |
| Найкращий дебют сценариста, режисера або продюсера | • Декстер Флетчер (режисер, сценарист), Денні Кінг (сценарист) — Дикий Білл                 |
| Найкращий дебют сценариста, режисера або продюсера | • Джеймс Бобін (режисер) — Маппети                                                          |
| Найкращий дебют сценариста, режисера або продюсера | • Тіна Гараві (режисер, сценарист,) — Я - Насрін                                            |
| Висхідна зірка                                     | • Джуно Темпл                                                                               |
| Висхідна зірка                                     | • Андреа Райсборо                                                                           |
| Висхідна зірка                                     | • Елізабет Олсен                                                                            |
| Висхідна зірка                                     | • Алісія Вікандер                                                                           |
| Висхідна зірка                                     | • Сурадж Шарма                                                                              |

## Багаторазові номінанти
Наступні 14 фільмів були представлені в декількох номінаціях:
1. 10 номінацій: Лінкольн (1 нагорода)
2. 9 номінацій: Знедолені і Життя Пі (4 і 2 нагороди відповідно)
3. 8 номінацій: 007: Координати «Скайфолл» (2 нагороди)
4. 7 номінацій: Арго (3 нагороди)
5. 6 номінацій: Анна Кареніна (1 нагорода)
6. 5 номінацій: Ціль номер один і Джанґо вільний (2 нагороди в останнього)
7. 4 номінації: Майстер і Любов (2 нагороди для останнього)
8. 3 номінації: Хоббіт: Несподівана подорож і Збірка промінців надії (1 нагорода для останнього)
9. 2 номінації: Хічкок і Imposter (1 нагорода для останнього)